# بيتر شبيك
بيتر شبيك (بالتشيكية: Petr Čepek 16)‏ سبتمبر 1940 في براغ، التشيك - 20 سبتمبر 1994 في فرتشلابي، التشيك) ممثل تشيكي يعد واحد من أهم الممثلين التشيكين. عمل مع العديد من المخرجين التشيكين مثل يان شفانكماير وفرانتيسك فلاجيل وجيري مينزل . كان آخر فيلم له هو الفيلم السيريالي لشفانكماير ليسون فاوست.

## وصلات خارجية
بيتر شيبيك على قاعدة بيانات الأفلام على الإنترنت